# 마원춘
마원춘(馬元春, 1956년 6월 30일 ~ )은 조선민주주의인민공화국의 정치인이다. 조선로동당 중앙위원회 부부장을 역임하고, 2014년 5월 국방위원회 설계국장에 임명되었다.

## 경력
마원춘은 평양건설건재대학(현 평양건축종합대학) 나온 후 북한 최고의 건축설계기관인 '백두산 건축연구원' 건축가로 일했으며 2000년께 노동당 재정경리부 설계실에 영입돼 김정일 일가의 관저와 별장의 설계를 맡으면서 김정일·김정은 부자의 신임을 받았다. 마원춘은 김정은 후계 체제 원년인 2009년부터 현재까지 김정은 제1위원장을 밀착수행하면서 김정은 정권의 최대 업적의 하나로 추진되는 시설물 건설을 지휘하였다. 2009년 10월 김정일 국방위원장과 당시 후계자 신분이던 김정은을 수행해 평양 만수대거리 주택단지 건설 현장을 둘러보았다. 김정은 정권이 공식 출범한 2012년부터는 김정은의 현지지도 때마다 밀착 수행하면서 최측근임을 과시하였다.
2013년 3월에는 최고인민회의 제13기 대의원으로 선출됐다.
마원춘 노동당 재정경리부 부부장은 최고 권력기구인 국방위원회의 설계국장을 겸임하였다. 그는 국방위 국장에 걸맞게 중장(별2개) 계급도 받았다.
마원춘 국장은 마식령 스키장 건설, 평양 현대화 사업 등 김정은의 역점 사업인 건설 분야의 총책임자로, 2013년 장성택 처형 이후 조선민주주의인민공화국의 새로운 실세로 떠올랐다. 2013년과 2014년 모두 김정은 수행 순위 5위에 오를 만큼 측근이었지만, 2014년 11월 평양 순안공항 신청사 건설의 주체성을 살리지 못했다는 질책과 함께, 량강도 풍서군 신명리 농장원으로 좌천된 것으로 알려져 왔다. 이후 마원춘 숙청설과 사망설이 제기됐지만, 2015년 10월 8일 11개월만에 공식석상에 재등장하였다.
국가안보전략연구소 소장을 지낸 고려대학교 남성욱 교수는 “김정은에게 테크노크라트(technocrat·과학기술 분야 관료)인 마원춘 국장은 대체 불가능한 핵심 인력”이라며 "경질한 뒤 쉬게 하다 복귀시킨 것으로 보인다"고 분석했다.